# Druk tsendhen
Druk tsendhen (slovensko V kraljestvu grmečega zmaja) je državna himna Butana. Druk tsendhen je butansko ime za svojo državo. Himna je postala leta 1953, melodijo je sestavil Aku Tongmi, besedilo pa Gyaldun Dasho Thinley Dorji.

### Prepis butanskega besedila
Druk tsendhen koipi gyelkhap na 

Loog ye ki tenpa chongwai gyon

Pel mewang ngadhak rinpo chhe

Ku jurmey tenching chhap tsid pel

Chho sangye ten pa goong dho gyel

Bang che kyed nyima shar warr sho.

### Prevod v slovenščino
V kraljestvu grmečega zmaja

okrašenem s sandalovino,

varuh, ki hrani

učenost dualnega sistema,

on, dragoceni in sijoči vladar,

širi svoje gospostvo,

medtem, ko njegova nespremenljiva oseba ostala

v stalnosti.

Ko učenje gospoda Bude

uspeva,

naj sonce miru in sreče

sije na tvoje ljudi!